# Shōda Hidesaburō

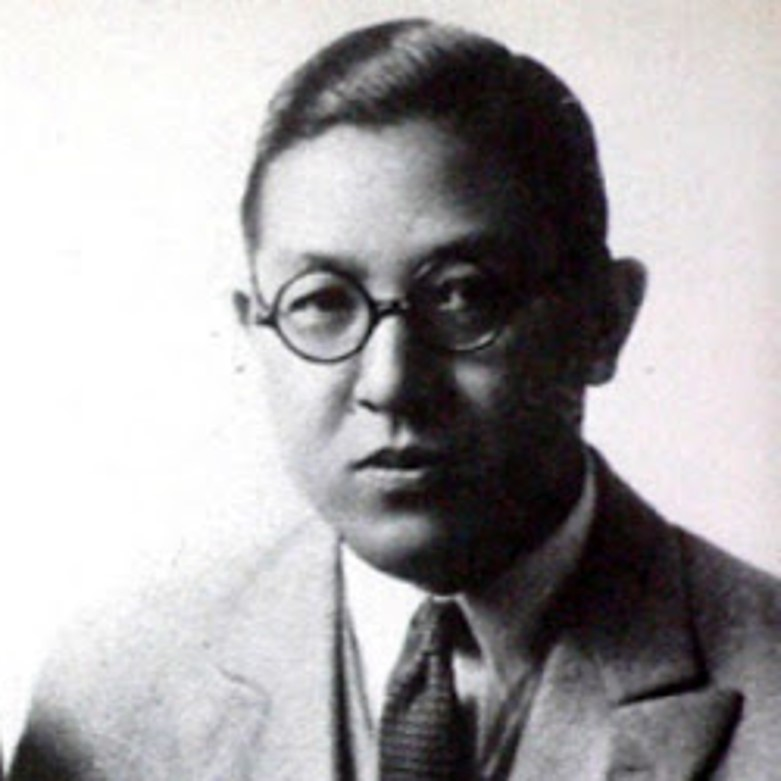
Shōda Hidesaburō

Shōda Hidesaburō (japanisch 正田 英三郎; geboren 21. September 1903 in Tatebayashi von (Präfektur Gumma); gestorben 18. Juni 1999 in Z) war ein japanischer Unternehmer.

## Leben und Wirken
Shōda Hidesaburō wurde als dritter Sohn des Unternehmers Shōda Teiichirō (正田 貞一郎; 1870–1961) geboren. Er studierte an der „Tōkyō shōka daigaku“ (東京商科大学), der Vorläufereinrichtung der Hitotsubashi-Universität. Nach seiner Tätigkeit bei der Mitsubishi Corporation kam er 1929 zu „Nisshin Flour Milling“ (日清製粉), ursprünglich in Tatebayahi. 1945 wurde er Präsident des Unternehmens und arbeitete an der Wiederherstellung von Bauten, die im Krieg zerstört worden waren und dem Bau neuer Werke in Japan. Es entstand so ein Unternehmen im Weltklasse-Standard. 1973 wurde er Vorstandsvorsitzender. 1986 folgte sein zweiter Sohn Osamu (修, geboren 1942) als Präsident.
Shōda wirkte als Vorsitzender des „Board of Councilors des Industry Club of Japan“ (日本工業倶楽部評議員会, Nihon kōgyō kurabu hyōgiinkai). Er war Vater von Michiko, geboren 1934, der mit ihrem Mann zurückgetretenen Kaiserin. Der Mathematiker Shōda Kenjirō war ein älterer Bruder von ihm.